# Mario Kovač
Mario Kovač (Zagreb, 25. listopada 1975.) je hrvatski kazališni i filmski redatelj.
Kao redatelj, glumac, skladatelj, scenograf ili dramaturg sudjelovao je i u stvaranju čitavog niza amaterskih predstava i performansa. Djeluje i kao dramski pedagog te voditelj brojnih dramskih radionica.

## Životopis
Diplomirao je 2002. godine na odsjeku Kazališne režije na Akademiji dramske umjetnosti, a doktorirao 2015. godine na Filozofskom fakultetu u Zagrebu doktorskom disertacijom na temu "Metodologija kazališnog rada sa slijepim i slabovidnim osobama". Dvanaest godina je bio član Dramskog učilišta Zagrebačkog kazališta mladih gdje je skupljao prva kazališna iskustva pod stručnim vodstvom Zvjezdane Ladike, Elizabete Kumer, Jadranke Korde i Borisa Kovačevića. U tom periodu nastupa u čitavom nizu amaterskih i profesionalnih produkcija ZKM-a. 
Godine 1995. osniva nezavisnu studentsku kazališnu grupu Schmrtz Teatar s kojom u malo više od pet godina rada režira, glumi, nastupa u više od 120 predstava, performansa, hepeninga, koncerata... te ostvaruje brojna gostovanja po Hrvatskoj i Europi. Članstvo grupe su činili mladi ljudi (pretežno studenti) koji su imali želju baviti se izvedbenim umjetnostima i reciklažom starih ideja o "modernosti" i "političkom angažmanu" kazališta. Od samog početka tematika njihovih nastupa obuhvaćala je pitanja ljudskih prava, ekologije, kritike društva, modernog primitivizma, supkulturnih pokreta, alternativnih svjetonazora, civilnog društva, autonomije kulture... Među najpoznatijim radovima grupe su radikalne akcije (krađa knjiga u knjižarama u sklopu akcije "22%", egzorcistička akcija istjerivanja zlih demona iz zgrade HNK, Millenium Marijuana March...).
Početkom 2001. čini radikalan rez u svom radu pa raspušta Schmrtz Teatar i osniva kazališnu družinu "Nova Grupa" s kojom je proteklih sezona napravio nekoliko performansa i kazališne predstave "Philip Glass kupuje komad kruha", "Sunčani grad" i “Žohari”. Grupa gostuje na čitavom nizu festivala eksperimentalnog i studentskog kazališta širom svijeta (Montreal, Teheran, Caracas, Grenoble...).
Pokretač je i osnivač nekoliko alternativnih i studentskih kazališnih festivala i susreta od kojih treba izdvojiti: FAKI (Festival alternativnog kazališnog izričaja), TEST! (Teatar Studentima!), K.R.A.D.U. (Kazališna Revija Akademije Dramske Umjetnosti)...

## Aktivnosti
Mario Kovač uključen je u mnoge umjetničke projekte, a od mnogih je sam autor. Za Treći program Hrvatskog Radija režirao je radio drame “Žena bomba” Ivane Sajko  (za tu režiju 2004. godine dobiva Nagradu Hrvatskog glumišta), “Sunčani grad” Radovana Ivšića, “Slučaj Hamlet” Ane Prolić, "Velika bijela zavjera" Dimitrija Vojnova, "Sasvim obične ludosti" Petra Zelenke i "Pladoiyer po piknji" i "Nema više apokalipse" Milka Valenta.
Organizira razna događanja (performanse, hepeninge, predstave, glazbene slušaonice, filmske projekcije, književne i poetske večeri, DJ nastupe, izložbe, modne revije...) u mnogim zagrebačkim klubovima uz gostovanja širom Europe.

### Predstave
Od 2000. godine radi kao profesionalni kazališni redatelj i do sada je ostvario čitav niz predstava:
- David Ives "Sjajno prolazno vrijeme" u DK "Gavella";
- Žanina Mirčevska "Sudnji dan" u Teatru &TD;
- Ivica Ivanišević i Ante Tomić "Krovna udruga" u HNK Split;
- Radovan Ivšić "Akvarij" u HNK pl. Zajca u Rijeci;
- Alfred Jarry "Kralj Ubu" u Kazalištu Trešnja;
- Ana Prolić "Slučaj Hamlet" u DK “Gavella”;
- David Ives "Karlovac – (k)raj na Zemlji" u nezavisnoj kazališnoj družini KUFER;
- David Ives "Je li tko za sex?" u Teatru &TD;
- Felix Mitterer "Smrtni grijesi" s Kazalištem slijepih i slabovidnih Novi Život;
- Igor Bauresima "Norveška.danas" u Gradskom kazalištu Požega;
- "Jutro" (po motivima Sarah Kane – 4.48 Psihoza) u nezavisnoj kazališnoj družini KUFER;
- "Vane +" Radovan Ivšić s Dramskim studijom slijepih i slabovidnih Novi Život;
- "Igra" (po motivima istoimenog animiranog filma Dušana Vukotića) u Dječjem Kazalištu Dubrava;
- "Sa’ će Božo, svaki čas" Ivice Ivaniševića u nezavisnoj kazališnoj družini Rugantino;
- "Cirkus Šardam" Daniila Harmsa za Tigar Teatar;
- "Smrtoples" Claire Dowie u nezavisnoj kazališnoj družini KUFER;
- opera "Eto vas!" Frana Đurovića za Glazbeni Bienalle 2007.;
- "Regoč i Kosjenka" Ivana Brlić-Mažuranić u Dječjem Kazalištu Dubrava;
- "Čipolino" Giannija Rodarija u kazalištu "Žar ptica";
- "Povuci - potegni" po motivima narodne bajke Čarobna repa u DK Dubrava;
- "Radio Tesla" Filipa Šovagovića u kazalištu Tvornica Lutaka;
- mjuzikl "Za dobra stara vremena" Željke Ogreste i Rajka Dujmića za Gerila Media;
- "Bijelo, bijelo, bijelo" (po motivima romana "Ogledi o sljepoći" Jose Saramago) s Dramskim studijem slijebih i slabovidnih Novi Život;
- operu "Maršal" Silvija Foretića za HNK Split;
- Astor Piazolla tango opereta "Maria de Buenos Aires" koncertna dvorana Vatroslav Lisinski;
- Jelena Kovačić "Klupica" za kazališnu družinu Pinklec, Čakovec;
- “Čorba od kanarinca” Miloša Radovića za Istarsko Narodno Kazalište u Puli;
- “Lux in tenebris” Bertolda Brechta za Teatar &TD;
- “Svećenikova djeca” Mate Matišića u Kerempuhu;
- Opera “Ljudski glas” Francisa Poulanca za Kulturu promjene SC;
- “Čudo u Poskokovoj dragi” Ante Tomića za HNK Split;
- “Harmsijek” po motivima D.I. Harmsa za HNK Osijek;
- “Kako preživjeti zombi apokalipsu?” Maxa Brooksa za Gradsko Kazalište Mladih Split;
- “A je to – Pat i Mat u hrvatskoj avanturi” za kazalište Žar Ptica i Nu Write festival;
- "Prokleta avlija” Ive Andrića za Kazalište slijepih i slabovidnih Novi život;
- “Zvižduk s Bukovca” Zvonimira Milčeca za Kazalište Žar Ptica;
- “Muškarci.hr” za Kazališnu družinu Teatroman uz Zagreba;
- “Važno je zvati se Ernest” Oscara Wildea za Zorin dom, Karlovac;
- “Za umrijeti od smijeha” Christophera Duranga za Teatar Rugantino i Planet Art;
- “20000 milja pod morem” Jules Vernea za Dječje kazalište Dubrava;
- “Sviraj to ponovno, Sam” Woody Allena za HNK Mostar.
- “Pituri nemaju sjećanja” Darija Foa za Talijansku dramu HNK Ivana pl. Zajca iz Rijeke;
- “Nuspojave” Woody Allena za KNAP;
- “Lepurica” (po motivima G.B. Shaw “Pigmalion) za HNK Split;
- “Trenk iliti Divji baron” Senker-Škrabe-Mujičić za HNK Osijek;
- “U malu je uša’ đava” Tisje Kljaković Braić za HNK Split;
- “Žohari” Stanislawa Witkiewicza za Studio suvremenog plesa;
- “Rock’n’roll bajka” Štefa Bartolića za Dječje kazalište Branka Mihaljevića u Osijeku;
- “Sex i glad” Tarika Filipovića za Fiji produkciju iz Zagreba.
- “Semi mono opera” Silvija Foretića za Muzički Bienalle;
- “Krugovi” Ive Andrića za Kazalište slijepih i slabovidnih Novi život.
- "Tko je ukrao malu balerinu?" Milana Fošnera za Gradsko kazalište Jastrebarsko.
- "Nježno sport" za Dječje kazalište Dubrava.

Mnoge od tih predstava osvajale su nagrade na značajnim domaćim i stranim kazališnim festivalima.

### Rad na filmu
S dvojicom koautora, scenarist je i redatelj filmova “Bore Lee – U kandžama velegrada” (u kojem je bio i glumcem, glavnim negativcem, "Zli Kovach"; film je u vrlo kratkom roku postao jedan od najgledanijih domaćih filmova godine te najprodavaniji domaći film u DVD formatu) i “Bore Lee – Čuvaj se sinjske ruke” (koji je kino premijeru imao na ZFF-u 2004., a glazba za film je nominirana za Porina). Samostalno je s Borom Leejem uradio srednjemetražni film "Borilica" koji je postao jedan od najgledanijih domaćih uradaka putem interneta.
Autor je i nekoliko kratkometražnih filmova i glazbenih spotova te brojnih dokumentarnih filmova uglavnom socijalne tematike ("Wireless", "Offside zamka", "Seks sa invaliditetom", "Sama si je kriva"). 

### Glazba
S raznim bendovima i projektima izdao desetak glazbenih albuma različitih usmjerenja (od cabaret punka do radikalne eksperimentale). Trenutno svira klavijature, teremin i razne elektronske naprave u grupi "Nimbus Dei" te pjeva u bendu "D Elvis". Izdao je LP "Čekaonica za pakao" sa zagrebačkom grupom Radost!.

### Spisateljski rad
Pisao je kazališne kritike, recenzije i teoretske eseje za "Frakciju", "Nomad", "Zarez", "Kazalište", "Godine", "Vrisak" i još neke inozemne periodike. Od 2008. godine je član uredništva časopisa "Kazalište".
Godine 2001. je izdao zbirku priča "Baršunasto podzemlje" (izdavač: SC), 2004. godine esej u knjizi čije autorstvo supotpisuje s dvojicom pisaca “Big Brother – 100 dana ispred ekrana” (izdavač: AGM), 2007. godine zbirku poezije "Jesmo li se za to borili" (AGM), 2016. znanstvenu knjigu teatroloških eseja "Udahnuti svjetla pozornice" (Hrvatski Centar ITI), 2019. drugu zbirku poezije "Metamorfoze iliti pretvorbe" (Što čitaš?), 2023. biografsku knjigu "Mance - tajna starog hrasta" (URK) te zbirku kratkih priča "Monogatare +" (Što čitaš?).
U svojstvu glavnog i izvršnog urednika, uredio je za izdavanje tri knjige: Rose Lee Goldberg “Performans – od futurizma do danas” (djelomično i preveo dotično izdanje s engleskog), zbirku poezije Borisa Ivkovića “Pjesme izviru iz duše” te ispovjednu prozu Igora Kolovrata "Soba 108 - zapisi iz Remetinca".

### Rad na televiziji
Od televizijskih projekata, važno je izdvojiti funkcije story editora (dnevni urednik) na prvoj sezoni “Big Brothera” (RTL), kreativnog urednika na prvoj sezoni reality showa “BAR” (Nova TV), scenarista na tv seriji "Dobre namjere", trenera sudionika na prvih šest sezona "Supertalenta", režiju kompletne druge sezone "Startaj Hrvatska" (Nova TV) te brojna cameo gostovanja u raznim serijama (Bitange i princeze, Stipe u gostima, Bračne vode, Provodi i sprovodi...). Često režira i velika javna događanja poput dodjele nagrada Porin, Ponos Hrvatske i dodjele Nagrade hrvatskog glumišta.
Umjetnički voditelj i izbornik Festivala bajke u Ogulinu te izbornik Međunarodnog dječjeg festivala u Šibeniku. Istaknuti je i kvizoman koji je pobjeđivao na televizijskim kvizovima "Tko želi biti milijunaš?", "1 protiv 100", "EUnigma" i "Potjera". Na državnom prvenstvu pub kvizaša za 2014. godinu osvojio je četrnaesto mjesto a timski srebro no najveći pojedinačni uspjeh mu je osvojena zlatna medalja u kategoriji Izvedbene umjetnosti na Europskom kviznom prvenstvu održanom u Sofiji 2019. godine a najveći timski brončana medalja za Hrvatsku na Europskom kviznom prvenstvu u Berlinu 2022.

## Filmografija

### Televizijske uloge
- "Dvanaestorica žigosanih" kao Claude (1988.)
- "Bitange i princeze" kao Yves Milić (2005.-2006.)
- "Dobre namjere" kao doušnik (2007.-2008.)
- "Moja 3 zida" kao Mario (2009.)
- "Zakon!" kao Pirgonaut Mario (2009.)
- "Provodi i sprovodi" kao neodlučni (2011.)
- "Stipe u gostima" kao pisac reklamnih tekstova (2011.)
- "Prava žena" kao slučajni prolaznik (2016.)

### Filmske uloge
- "Đavolji raj" (1989.)
- "Kapetan Amerika" kao mladi popravljač (1990.)
- "Bore Lee: U kandžama velegrada" kao ZliKovač (2003.)
- "Bore Lee: Čuvaj se sinjske ruke!" kao doktor Luka Kovač (2004.)
- "Nije bed" kao narator (2004.)
- "Film sa invaliditetom, 2" (kratki filmovi) (2009., 2012.)
- "7 seX 7" kao muškarac (2011.)
- "Prva dama Dubrave" kao tata (2011.)
- "Zbog tebe" kao glazbeni producent Mario (2016.)
- "Happy End: Glup i gluplji 3" (2018.)
- "Slučajna raskoš prozirnog vodenog rebusa" (glas) (2020.)

### Režija i scenarij - igrani i dokumentarni filmovi
- "Bore Lee: U kandžama velegrada" (2003.)
- "Bore Lee: Čuvaj se sinjske ruke!" (2004.)
- "Neumjerenost" (kratki film) (2004.)
- "Bežični" (dokufilm) (2009.) - režija i kinematografija
- "Film sa invaliditetom" (2009.)
- "Film sa invaliditetom 2" 2012.)
- "Offside zamka" (dokufilm) (2013.)
- "Seks sa invaliditetom" (dokufilm) (2014.)
- "Sama si je kriva" (dokufilm) (2014.)
- "Rezervni dijelovi" (dokufilm) (2015.)
- "Nedjelja 13." (dokufilm) (2015.)
- "Goli i bosi" (2019.)

### Produkcija
- "Neumjerenost" (2004.)
- "Bore Lee: Čuvaj se sinjske ruke!" (2004.)